# Steppa

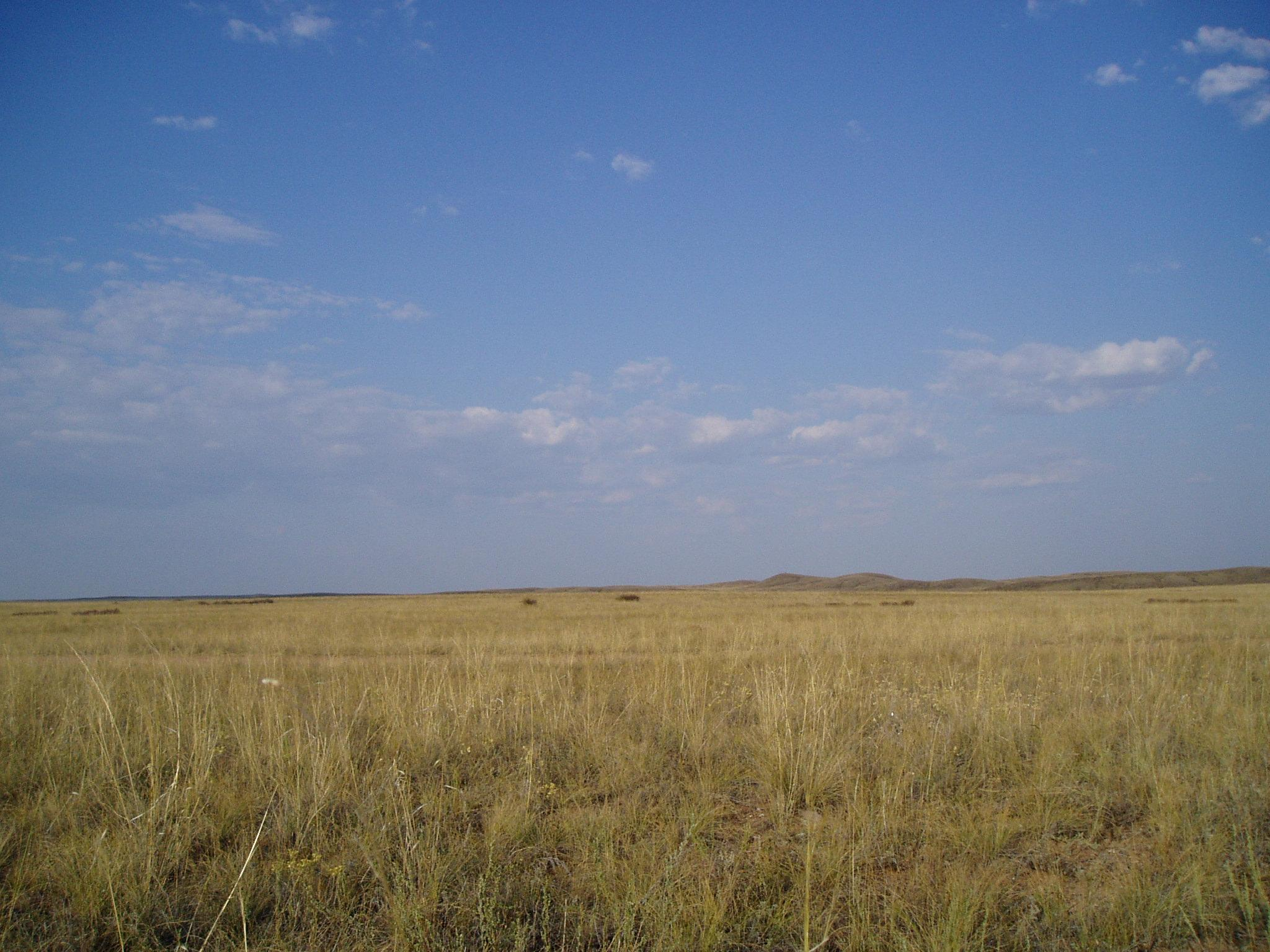
Steppa in Kazakistan

La steppa (dal russo степь, stepʹ) è un bioma terrestre caratteristico delle regioni a clima continentale con inverni freddi ed estati calde e moderatamente piovose.

La vegetazione è costituita da una prateria composta da erbe (per lo più graminacee) e arbusti; gli alberi sono pressoché assenti, ad eccezione di zone più umide in prossimità di fiumi e laghi. La fauna è costituita da ungulati, roditori, rettili e insetti.

## Clima
Il clima tipico della steppa è di tipo continentale con elevate escursioni termiche (anche da −40 °C a 40 °C), con estati calde e inverni freddi, con precipitazioni medie di 250-500 mm di pioggia all'anno o l'equivalente in neve.

## Steppe nel mondo

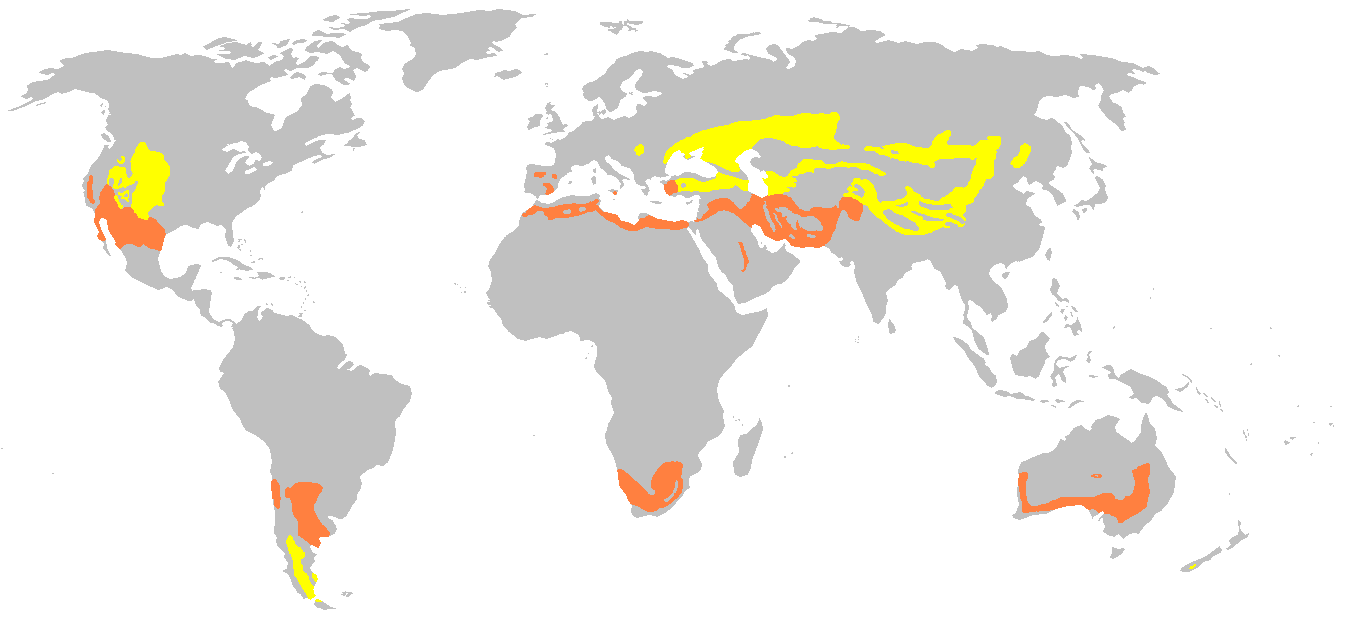
Steppe nel mondo: in giallo le steppe continentali, in arancione quelle subtropicali

Le vere steppe sono quelle continentali, ma col nome di steppa si può intendere anche la prateria mediterranea o equivalenti zone aride subtropicali, mentre le praterie della fascia intertropicale vengono dette savane.
Le steppe continentali si trovano in genere in vaste aree lontane dagli oceani; tuttavia ci sono delle eccezioni.
Le più importanti sono la grande steppa eurasiatica, che è la più vasta al mondo, la prateria nordamericana e la Patagonia in Argentina. Steppe di estensione minore si trovano in Ungheria (pusta), in Anatolia e nella Nuova Zelanda centrale.
Le steppe subtropicali si trovano in Europa (soprattutto in Spagna), in una fascia che va dal Vicino Oriente (dove il nome arabo usato è bādiya) fino in India (presso il deserto di Thar), in Africa del nord, in Sudafrica, in America settentrionale (a sud delle Grandi praterie), nel Cile, in Argentina settentrionale (le pampas) e in Australia, in una fascia che circonda a sud i grandi deserti.

## In Italia

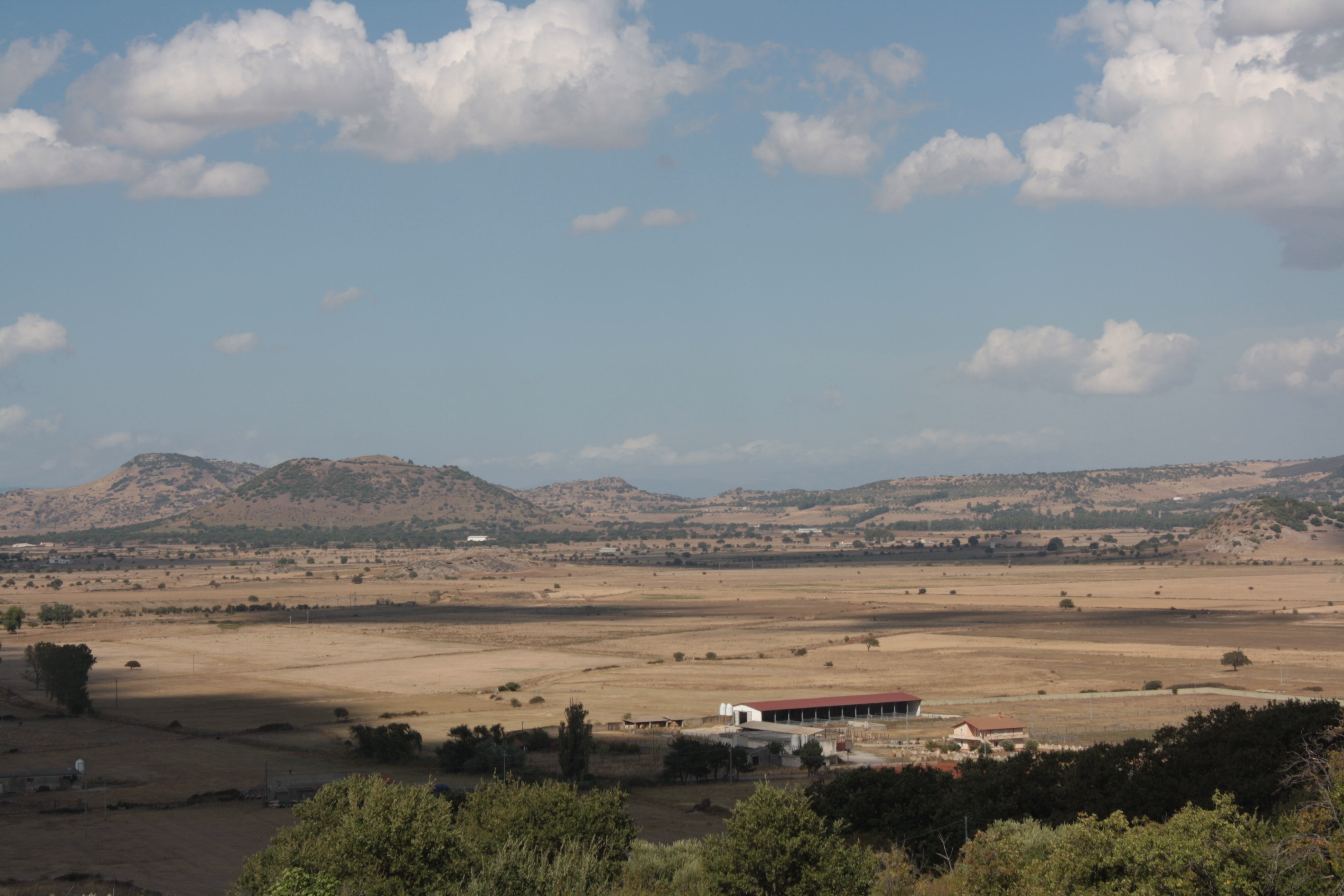
Steppa sarda

La zona con le caratteristiche più simili alla steppa in Italia si ha in Sardegna (oasi delle Steppe Sarde) e in Sicilia centrale dove è presente un particolare clima. Esempi di terreni steppici in Italia possono essere anche considerate le Crete Senesi, l'altopiano del Formicoso in Irpinia e alcune zone del Salento.

## Praterie e arbusti tropicali simili alla steppa

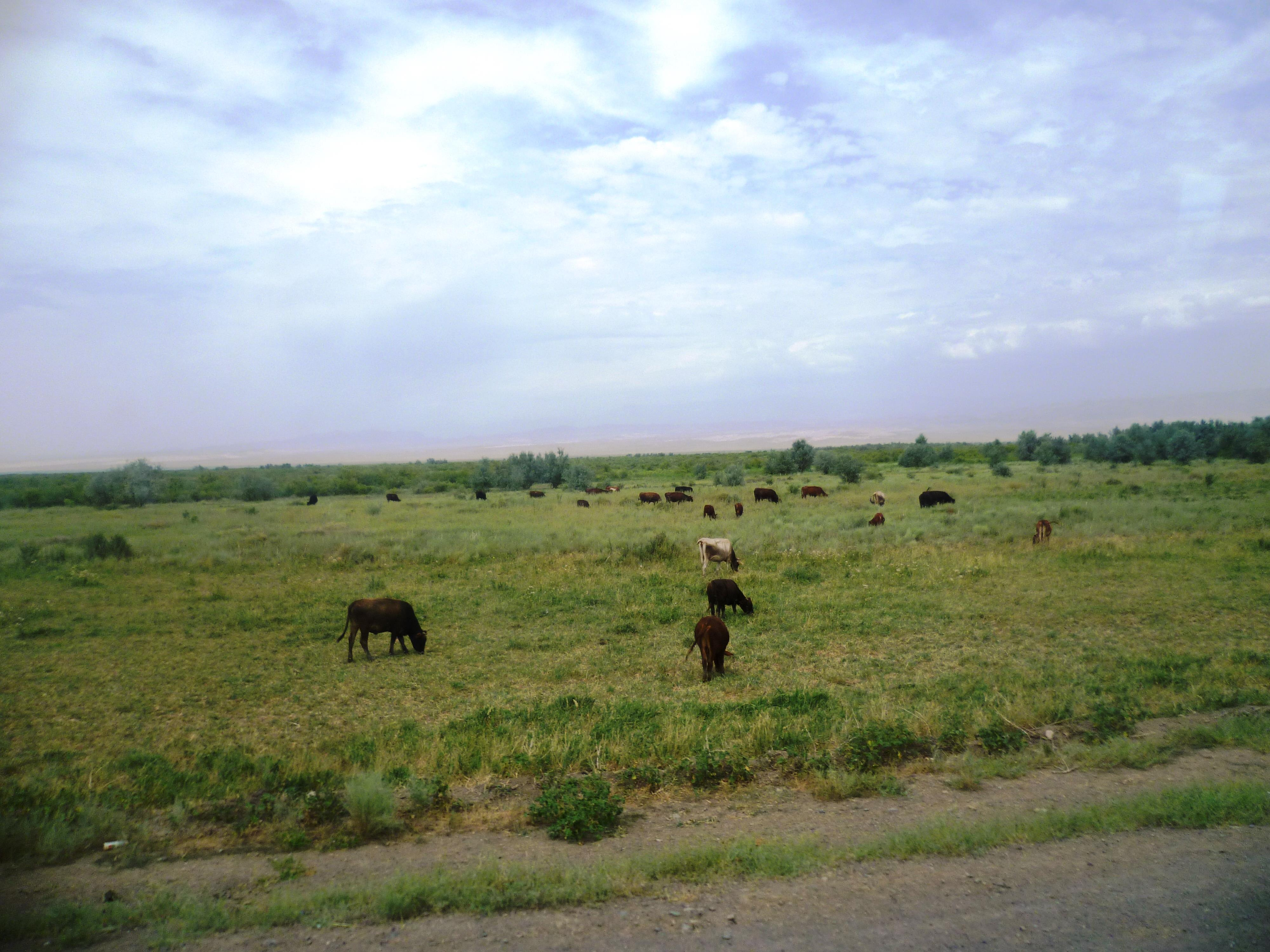
Bovini al pascolo nella steppa nella provincia di Almaty (Kazakhstan)

Nell'Africa tropicale (Sahel) si ha un tipo di vegetazione arbustiva intermedia tra la savana e il deserto vero e proprio che può somigliare alla steppa. Simile alla steppa è anche la zona del sertão nel Brasile nordorientale.
Anche nell'area della Penisola araba e del Vicino Oriente sono presenti ampie formazioni steppose, sommariamente definite "deserti". La lingua araba sa invece ben distinguere tra i deserti rocciosi (ṣahrāʾ), stepposi (bādiya) e sabbiosi (nafūd). Nettamente prevalenti sono i primi due tipi, anche se è amplissima l'estensione dei deserti sabbiosi di Rub' al-Khali (il quarto vuoto), nel sud-est della Penisola araba, e del Nefud.